# ذو جابري (المسيمير)

تعديل مصدري - تعديل

ذو جابري هي إحدى قرى عزلة المسيمير بمديرية المسيمير التابعة لمحافظة لحج، بلغ تعداد سكانها 55 نسمة حسب تعداد اليمن لعام 2004.